# Bertus de Harder
Johannes Lambertus „Bertus” de Harder (ur. 14 stycznia 1920 w Hadze, zm. 8 grudnia 1982 w Jeumont, Francja) – piłkarz holenderski grający na pozycji napastnika.

## Kariera piłkarska
W 1933 roku de Harder rozpoczynał piłkarską karierę w klubie Transvaal z rodzinnej Hagi. W 1937 roku przeszedł do innego zespołu z tego miasta – VUC Haga. Grał jako lewoskrzydłowy, a w pierwszych 3 sezonach zdobył aż 46 bramek w lidze. W sezonie 1938/1939 wywalczył tytuł króla strzelców Divisie West 2. Natomiast 21 maja 1938 zagrał po raz pierwszy w reprezentacji Holandii w przegranym 1:3 meczu z reprezentacją Szkocji. W tym samym roku został powołany na mistrzostwa świata we Francji i zagrał tam w przegranym 0:3 po dogrywce meczu 1/8 finału z Czechosłowacją.
W 1949 roku de Harder wystąpił w Holandii B w meczu z Francją B w Bordeaux. Spisał się udanie i był najlepszym zawodnikiem na boisku, co spowodowało, że spodobał się szefom zespołu Girondins Bordeaux i prezydent klubu, Pujolle, sprowadził de Hardera do swojego klubu. Girondins awansowali z Ligue 2 do Ligue 1, a de Harder stał się trzecim Holenderem w historii klubu z Bordeaux. Już w pierwszym sezonie po powrocie do pierwszej ligi Bordeaux wywalczyło tytuł mistrza Francji, a Bertus był uważany za gwiazdę oraz został najlepszym strzelcem zespołu z 21 golami na koncie. Po tym sezonie Francuzi nadali mu przydomki „Le bon prince” ("Dobry Książę"), „Le Divin Chauve” ("Boski Łysy"), „Le roi du terrain” ("król boiska") oraz Un diable frétillon ("ruchliwy diabeł"). W 1952 roku dotarł z Bordeaux do finału Pucharu Francji (3:5 z OGC Nice). W tamtym sezonie z 25 golami był po raz drugi w karierze najlepszym strzelcem zespołu.
W 1954 roku de Harder wrócił do Hagi i przez 2 sezony grał w tamtejszym zespole Holland Sport, a w 1956 roku ponownie trafił do Francji, do AS Angoulême. W 1958 roku zakończył piłkarską karierę w wieku 38 lat. W swoim ostatnim sezonie wywalczył mistrzostwo Ligue 2.
W reprezentacji Holandii de Harder wystąpił w 12 meczach i zdobył 3 gole (w 1939 roku w wygranym 3:2 meczu z Węgrami oraz 2 gole w 1940 roku w wygranym 4:2 meczu z Belgią).

## Kariera trenerska
Podczas pobytu w Angouleme, de Harder został grając trenerem tego zespołu. W pierwszym sezonie został mistrzem Ligue 2. W 1960 roku opuścił Angouleme i szkolił między innymi FC Mulhouse, Saint-Louis, Biach i Jeumont, jednak ze zmiennym szczęściem.
We wrześniu 1977 roku de Harder został uhonorowany srebrnym medalem za zasługi we francuskim futbolu. Zmarł w 1982 roku w Jeumont.